# Leptophryne javanica
A Leptophryne javanica a kétéltűek (Amphibia) osztályába, a békák (Anura) rendjébe, a varangyfélék (Bufonidae) családjába, azone belül a Leptophryne nembe tartozó faj.

## Előfordulása
A Leptophryne javanica Indonézia endemikus faja. Közép-Jáva (Jawa Tengah) tartományban a Slamet-hegy északnyugati lejtőjén, Nyugat-Jáva (Jawa Barat) tartományban a Ciremai-hegyen, továbbá a 37 km-re délnyugatra fekvő Gunung Sawal Természetvédelmi Területen, 1200–1500 m-es tengerszint feletti magasságban figyelték meg.

## Megjelenése
Kis méretű békafaj, a hímek hossza 22,2-24 mm, a nőstényeké 29,6 mm. Végtagjai viszonylag rövidek, negyedik lábujja szintén rövid. Mellső lábainak ujjai közt kevés, hátsókén teljes úszóhártya van. Hátán határozott sárga voltok láthatók. Pofája kiálló, a tympanum alig kivehető.

## Természetvédelmi helyzete
A vörös lista a veszélyeztetett fajok között tartja nyilván. Populációja súlyosan fragmentált, csökkenő tendenciát mutat. A faj számára a bányászat, a szabadidős emberi tevékenységek és az invazív fajok jelentenek veszélyt. Elterjedési területe több védett körzetre is esik.